# Чемпіонат світу з футболу 1966 (група 3)
Матчі Групи 3 чемпіонату світу з футболу 1966 відбувалися з 12 по 20 липня 1966 року. Учасниками змагання в групі були збірні Бразилії, Угорщини, Португалії і Болгарії. Переможцями групи стали португальці, а другим учасником стадії плей-оф з Групи 3 стала команда Угорщини. А ось для збірної Болгарії і діючих на той час чемпіонів світу бразильців боротьба завершилася вже на груповому етапі.

## Турнірне становище
| Поз | Команда    | І | В | Н | П | ГЗ | ГП | ГС    | О | Кваліфікація            |
| --- | ---------- | - | - | - | - | -- | -- | ----- | - | ----------------------- |
| 1   | Португалія | 3 | 3 | 0 | 0 | 9  | 2  | 4,500 | 6 | Вихід до стадії плей-оф |
| 2   | Угорщина   | 3 | 2 | 0 | 1 | 7  | 5  | 1,400 | 4 | Вихід до стадії плей-оф |
| 3   | Бразилія   | 3 | 1 | 0 | 2 | 4  | 6  | 0,667 | 2 |                         |
| 4   | Болгарія   | 3 | 0 | 0 | 3 | 1  | 8  | 0,125 | 0 |                         |

## Матчі

### Бразилія — Болгарія
Переможці двох попередніх на той час світових першостей бразильці очікувано потужно розпочали турнір, домінувавши по ходу гри проти Болгарії. Болгарські футболісти персонально опікали Пеле, який раз-по-раз ставав жертвою порушень правил насамперед з боку Добромира Жечева. Саме за одне з таких порушень правил на 15-й хвилині було призначено штрафний удар, який сам Пеле і реалізував потужним ударом скрізь стінку. Південноамериканці продовжували атакувати, проте їм вдалося відзначитися лише ще одним голом. На 67-й хвилині інший їх зірковий нападник Гаррінча відзначився також прямим ударом зі штрафного.
| 12 липня 1966 19:30 UTC+1 |

| Бразилія              | 2–0      | Болгарія |
| --------------------- | -------- | -------- |
| Пеле 15' Гаррінча 63' | Протокол |          |

| Гудісон Парк, Ліверпуль Глядачів: 47,308 Арбітр: Курт Ченшер (ФРН) |

| ВР               | 1  | Жилмар        |
| ЗХ               | 2  | Джалма Сантус |
| ЗХ               | 4  | Белліні (к)   |
| ЗХ               | 6  | Алтаїр        |
| ЗХ               | 8  | Пауло Енріке  |
| ПЗ               | 13 | Денілсон      |
| ПЗ               | 14 | Ліма          |
| НП               | 16 | Гаррінча      |
| НП               | 10 | Пеле          |
| НП               | 18 | Алсіндо       |
| НП               | 17 | Жаїрзіньйо    |
| Головний тренер: |    |               |
| Вісенте Феола    |    |               |

| ВР               | 1  | Георгій Найденов     |
| ЗХ               | 2  | Александар Шаламанов |
| ЗХ               | 5  | Димитар Пенєв        |
| ЗХ               | 3  | Іван Вуцов           |
| ЗХ               | 4  | Борис Гаганелов (к)  |
| ПЗ               | 8  | Стоян Кітов          |
| ПЗ               | 6  | Добромир Жечев       |
| НП               | 7  | Динко Дерменджиєв    |
| НП               | 9  | Георгі Аспарухов     |
| НП               | 13 | Димитар Якимов       |
| НП               | 11 | Іван Колев           |
| Головний тренер: |    |                      |
| Рудольф Витлачил |    |                      |

### Португалія — Угорщина
Португальці, які сповідували яскраво атакувальний футбол, відкрили рахунок вже на першій хвилині гри, коли навіс з кутового ударом головою замкнув Жозе Аугушту. Пропустивши швидкий гол, угорці, які мали більш сбалансований склад, захопили ініціативу і протягом наступної години настійливо, проте безуспішно, штурмували ворота суперників. Досягти бажаного їм вдалося лише на 60-й хвилині через помилку голкіпера Карвалью, який втратив м'яч у боротьбі з Флоріаном Альбертом і партнеру останнього Ференцу Бене лишалося лише поцілити у порожні ворота. Утім вже за сім хвилин настала черга помилитися угорського воротаря Анталя Сентміхаї, який не справився з нескладним навісом у його майданчик, і м'яч від його грудей відскочив до Жозе Аугушту, який офрмив «дубль». Удруге відігратися в угорців не вийшло, натомість під завісу гри черговий навіс від кутового прапорця від Еусебіу ударом головою замкнув Торріш, зробивши перевагу португальців комфортною.
| 13 липня 1966 19:30 UTC+1 |

| Португалія                      | 3–1      | Угорщина |
| ------------------------------- | -------- | -------- |
| Жозе Аугушту 1', 67' Торріш 90' | Протокол | Бене 60' |

| Олд Траффорд, Манчестер Глядачів: 29,886 Арбітр: Лео Каллаган (Уельс) |

### Угорщина — Бразилія
У порівнянні з першою грою на турнірі тренерський штаб угорців вирішив випустити на воротарську позицію Йожефа Гелеї, замість Сентміхаї, який у матчі проти португальців припустився щонайменше однієї грубої результативної помилки. Бразильська ж команди вийшла на гру без Пеле, якому дісталося у першій грі від болгарських захисників і який потребував відпочинку і відновлення.
Гру жвавіше почали угорські футболісти, яким після стартової поразки необхідно було здобувати максимум очок, і чия стартова активність була винагороджена вже на другій хвилині, коли у другому матчі поспіль голом відзначився Ференц Бене. Утім вже за 12 хвилин рахунок гри зрівнявся — свій третій гол на турнірі бразильці знову забили прямим ударом зі штрафного, цього разу відзначився Тостао. Ще до перерви угорці мали декілька шансів відновити свою перевагу, а відпочивши, знову поновили тиск на ворота південноамериканців, користуючись перевагою в тактиці і організації гри. Їх зусилля увінчалися успіхом на 64-й хвлині, коли Янош Фаркаш відкликнувся на простріл від Бене, замкнувши його точним ударом. Бразильці, у складі яких давалася взнаки відсутність Пеле, знову спробували відігратися, проте марно. А на 73-й хвилині їх сподівання на бодай нічию за великим рахунком перекреслив Кальман Месей, реалізувавши пенальті, призначений за фол Пауло Енріке на Ференці Бене, який таким чином взяв безпосередню участь в усіх трьох голах своєї команди.
| 15 липня 1966 19:30 UTC+1 |

| Угорщина                            | 3–1      | Бразилія   |
| ----------------------------------- | -------- | ---------- |
| Бене 2' Фаркаш 64' Месей 73' (пен.) | Протокол | Тостао 14' |

| Гудісон Парк, Ліверпуль Глядачів: 51,387 Арбітр: Кен Дагнолл (Англія) |

### Португалія — Болгарія
Від самого початку гри ініціативу захопили португальці, чий тиск на ворота Болгарії приніс результат вже на сьомій хвилині, на якій простріл від Торріша у власні ворота зрізав Іван Вуцов. Згодом удар того ж таки Торріша прийняла на себе поперечина болгарських воріт, аналогічна невдача спіткала й лідера атак збірної Болгарії Жекова. Загалом гостріше діяли португальські футболісти, яким ще до перерви вдалося подвоїти свою перевагу — Антоніу Сімойнш кинув у прорив Еусебіу, який відкрив лік своїм голам на турнірі ударом низом повз Найденова. За дев'ять хвилин до завершення гри Торрішу нарешті вдалося відзначитися забитим голом і довести рахунок до розгромного, перехопивши невдалий пас назад у виконанні Гаганелова.
| 16 липня 1966 15:00 UTC+1 |

| Португалія                           | 3–0      | Болгарія |
| ------------------------------------ | -------- | -------- |
| Вуцов 7' (аг) Еусебіу 38' Торріш 81' | Протокол |          |

| Олд Траффорд, Манчестер Глядачів: 25,438 Арбітр: Хосе Марія Кодесаль (Уругвай) |

### Португалія — Бразилія
Після поразки у другому колі від угорців тренер збірної Бразилії суттєво оновив її склад, зокрема на поле повернувся Пеле. Утім повноцінного очного протистояння двох зірок тогочасного футболу, Пеле і португальця Еусебіу, не вийшло, адже бразилець вийшов не відновившись повністю від ушкодження і врешті-решт після низки жорстких підкатів від суперників не зміг завершити гру. Натомість Еусебіу продемонстрував свої найкращі якості, значною мірою забезпечивши позитивний результат європейській команді. Вже в дебюті гри його навіс на ближню стійку виявився заскладним для воротаря Манги, після чиєї невпевненої гри м'яч відскочив до Антоніу Сімойнша, який і відкрив рахунок гри. Згодом сам Еусебіу двічі вражав ворота бразильського голкіпера, спочатку ударом головою після розіграшу штрафного удару, а потім, під завісу матчу, потужним ударом з дуже гострого кута. Свій єдиний гол у зустрічі бразильці забили за рахунку 0:2, коли інтригу на деякий час поновив Рілдо ударом низом з лінії карного майданчика.
| 19 липня 1966 19:30 UTC+1 |

| Португалія                   | 3–1      | Бразилія  |
| ---------------------------- | -------- | --------- |
| Сімойнш 15' Еусебіу 27', 85' | Протокол | Рілдо 73' |

| Гудісон Парк, Ліверпуль Глядачів: 58,479 Арбітр: Джордж Маккейб (Англія) |

### Угорщина — Болгарія
У дебюті гри активнішими виглядали болгарські гравці, які попри дві поразки на початку змагання зберігали теоретичні шанси на вихід до плей-оф. Спочатку удар Димитара Якимова прийняла на себе стійка воріт, а на 15-й хвилині Георгі Аспарухов все ж відкрив рахунок, скориставшись помилкою угорського голкіпера Йожефа Гелеї. Утім наприкінці першого тайму надію Болгарії на успіх у грі підірвали відразу два швидкі пропущені голи — спочатку Іван Давидов зрізав м'яч у власні ворота після прострілу від Ракоші, а згодом потужним ударом забив Кальман Месей. Інтрига у грі практично зникала вже на початку другого тайму, коли удар головою від Ференца Бене зробив рахунок 3:1 на користь угорців, які таким чином забезпечили собі участь в плей-оф, не пустивши до цієї стадії діючих чемпіонів світу бразильців.
| 20 липня 1966 19:30 UTC+1 |

| Угорщина                            | 3–1      | Болгарія      |
| ----------------------------------- | -------- | ------------- |
| Давидов 43' (аг) Месей 45' Бене 54' | Протокол | Аспарухов 15' |

| Олд Траффорд, Манчестер Глядачів: 24,129 Арбітр: Роберто Гойкоечеа (Аргентина) |